# Stadtfriedhof (Göttingen)

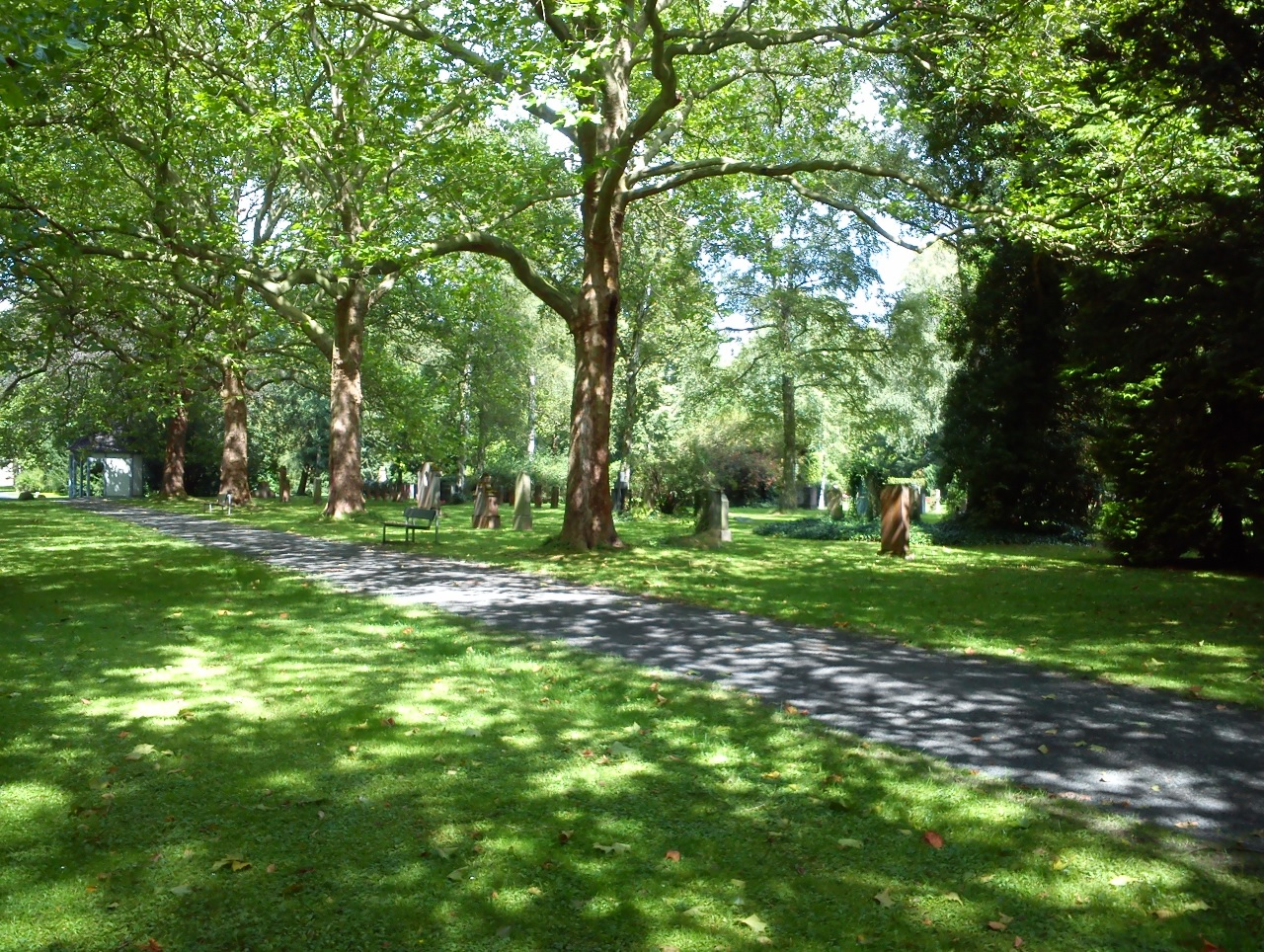
Stadtfriedhof Göttingen

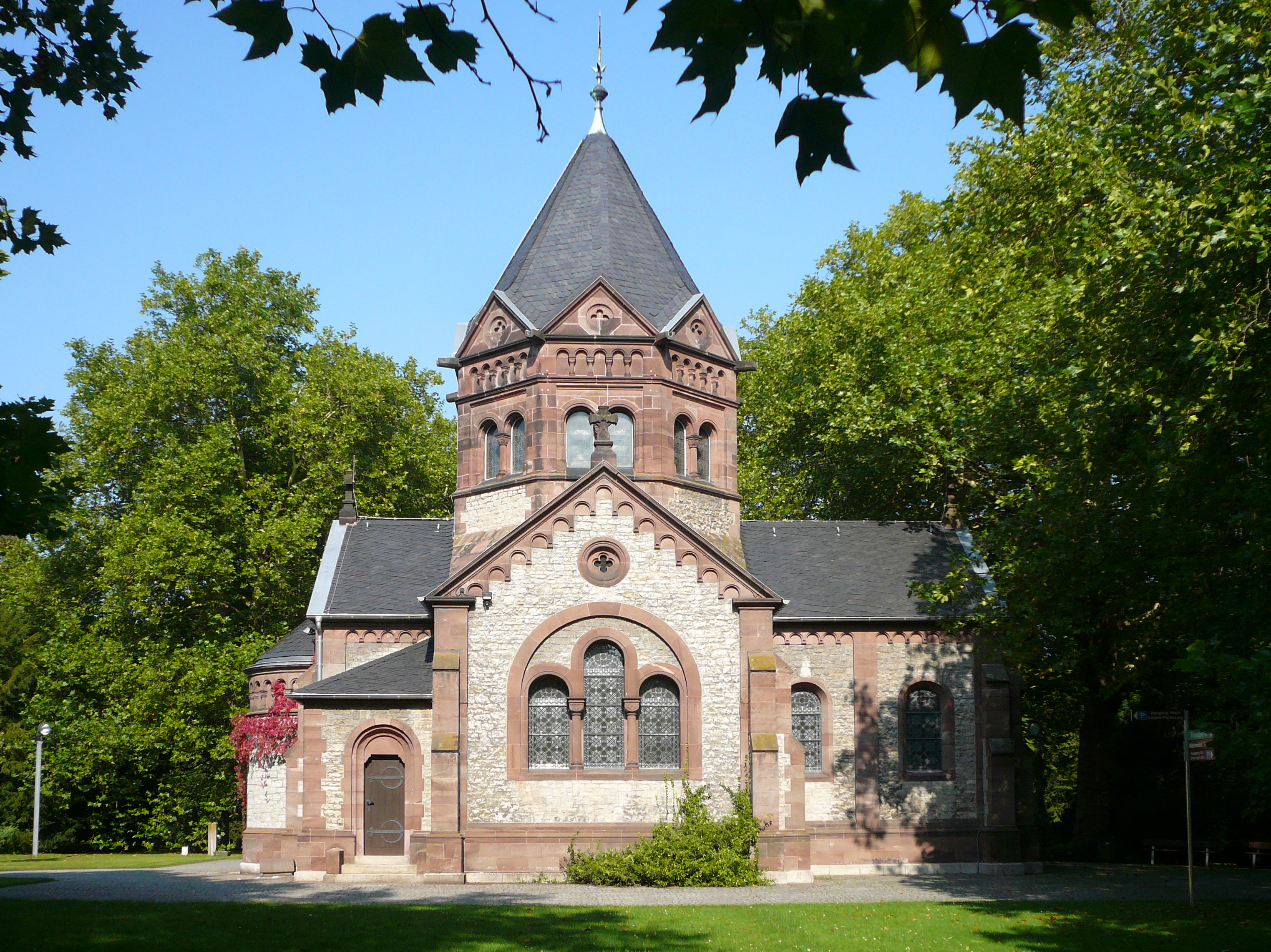
Kapelle

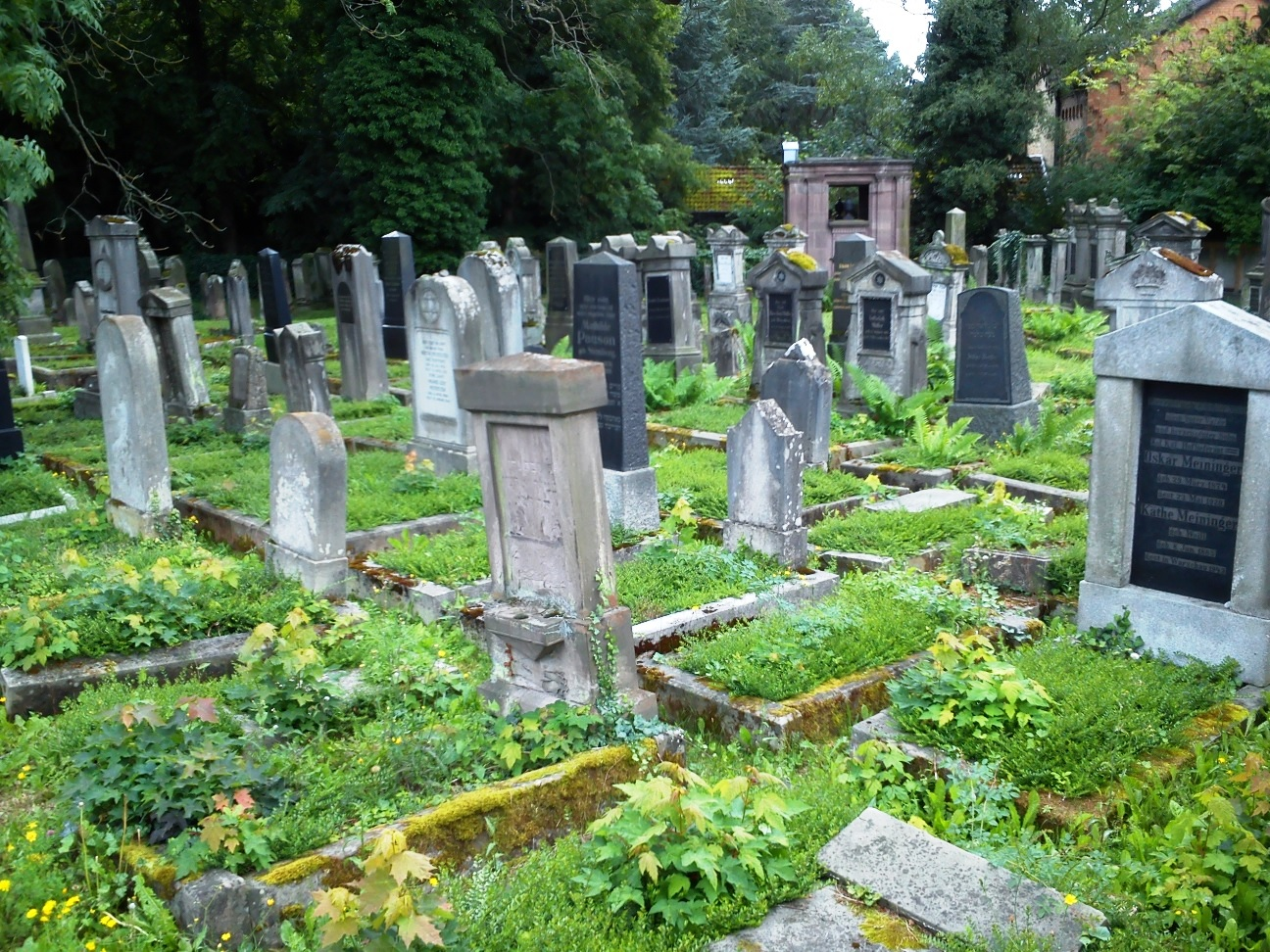
Direkt angrenzender Jüdischer Friedhof

Der alte Stadtfriedhof in Göttingen ist ein historischer Friedhof mit Gräbern bedeutender Gelehrter, darunter Felix Klein,  Max Planck, Max Born, David Hilbert, Friedrich Wöhler und Otto Hahn. Das Grab von Carl Friedrich Gauß befindet sich auf dem Albani-Friedhof.

## Lage und Geschichte
Der Friedhof liegt an der Kasseler Landstraße am östlichen Rand des Göttinger Stadtteils Grone. Das Areal hat eine Fläche von etwa 36 Hektar, auf der sich ca. 40000 Erd- und Urnengräber (Stand 1994) befinden.
Wegen Überfüllung der von Kirchengemeinden geführten innerstädtischen Kirchhöfe und aufgrund wachsender Einwohnerschaft wurde 1879 unter dem Göttinger Bürgermeister Georg Merkel der Beschluss gefasst, unmittelbar westlich des viel älteren Jüdischen Friedhofs und an der Stadtgrenze zum damaligen Ort Grone, heute ein Stadtteil von Göttingen, eine neue kommunale Friedhofsanlage anzulegen. Vorausgegangen waren kirchliche Widerstände und die Verkoppelung der bis dahin kleinparzellierten Göttinger Feldmark, deren eigentlicher Anlass nach Aussage Merkels die Schaffungs eines „großen Gemeinde=Friedhofes“ war.
Als gestalterisches Vorbild diente dem Stadtbaurat Heinrich Gerber der kurz zuvor angelegte Stuttgarter Pragfriedhof. Der erste Abschnitt, der eine Fläche von 7,5 Hektar umfasste, wurde am 15. Dezember 1881 eingeweiht und löste den Albanifriedhof, den Bartholomäusfriedhof und den katholischen Friedhof als Begräbnisstätten ab. Merkel sprache bei der Eröffnung 1881, langte vor der Bewaldung des Friedhofs: „hoch oben gelegen, mit herrlicher Aussicht ins weite Leinethal und nach den umgebenden Bergen, verspricht dieser Begräbnißplatz, zumal wenn die Anpflanzungen erst weiter gediehen, einer der schönsten und durch berühmte Namen interessanten Friedhöfe zu werden.“
Es folgten Erweiterungen 1899/1900, 1910, 1916, 1937, 1961 und 1963, wobei die repräsentative Friedhofskapelle im neuromanischen Stil und in der Wegeachse des Haupteingangs nach Entwurf Gerbers Teil der ersten Friedhofserweiterung war und 1900 eingeweiht wurde. Die Gestaltung der frühen Friedhofsbereiche verantwortete Stadtgartenmeister August Ahlborn.
Seit 1975 finden neue Begräbnisse Göttingens auf dem neu angelegten Parkfriedhof Junkerberg statt. Seither werden auf dem Göttinger Stadtfriedhof lediglich bestehende Bestattungsrechte berücksichtigt. Eine mehrfach diskutierte Umgestaltung des Areals zu einer Parkanlage wird bereichsweise nach und nach umgesetzt. Nachdem jahrzehntelang keine neuen Grabstätten vergeben worden waren, kann seit 2005 auf dem Stadtfriedhof wieder bestattet werden, aufgrund ungünstiger Bodenverhältnisse allerdings eingeschränkt auf Urnenbeisetzungen.

## Gräber bekannter Persönlichkeiten

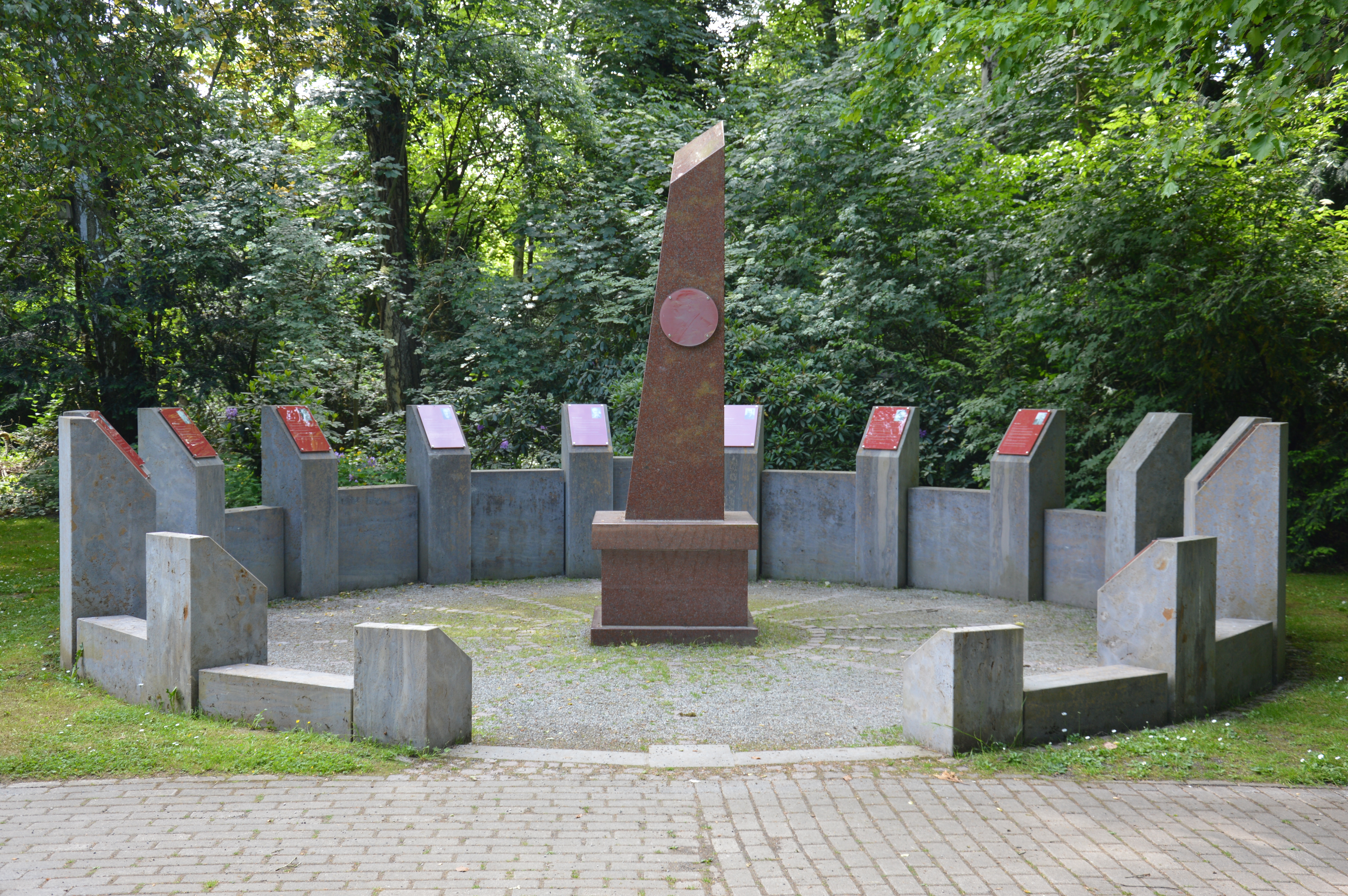
„Nobelrondell“, gemeinsame Gedenkstätte für die an verschiedenen Stellen auf dem Göttinger Stadtfriedhof bestatteten Nobelpreisträger

Auf dem Göttinger Stadtfriedhof sind neun Nobelpreisträger beigesetzt:
- Max Born, Physik 1954
- Manfred Eigen, Chemie 1967
- Otto Hahn, Chemie 1944
- Max von Laue, Physik 1914
- Walther Nernst, Chemie 1920
- Max Planck, Physik 1918
- Otto Wallach, Chemie 1910
- Adolf Windaus, Chemie 1928
- Richard Zsigmondy, Chemie 1925

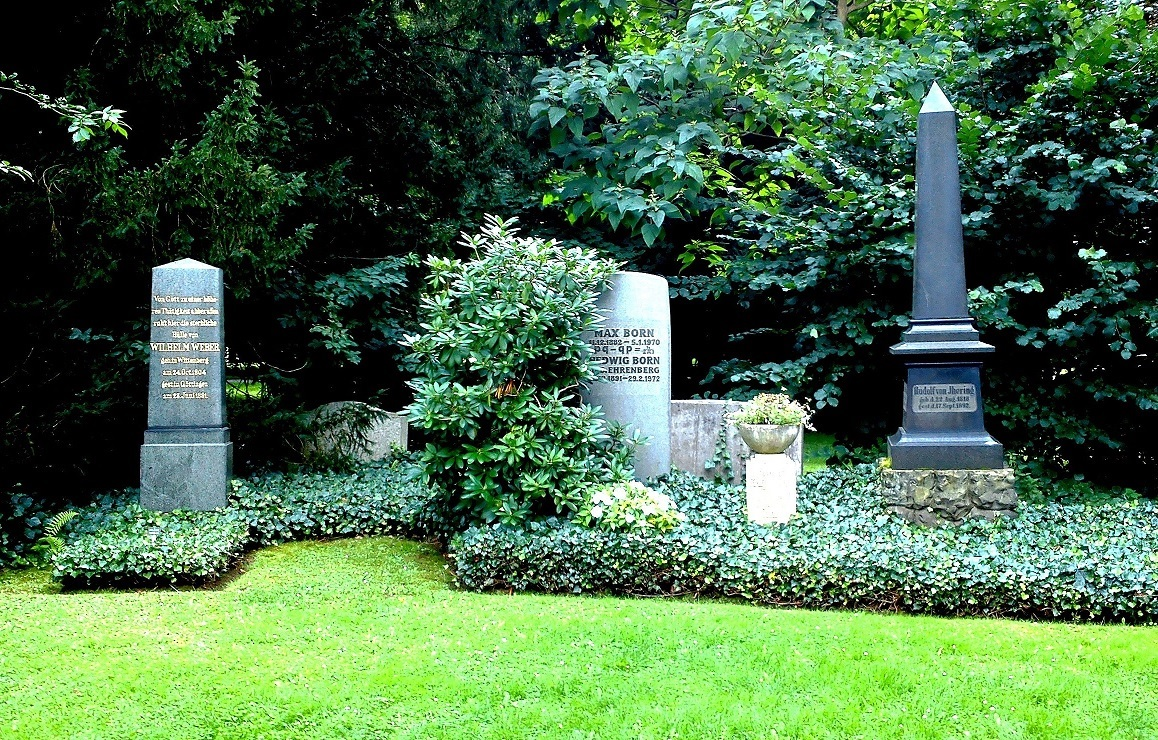
Gräber von Wilhelm Weber, Max Born und Rudolf von Jhering

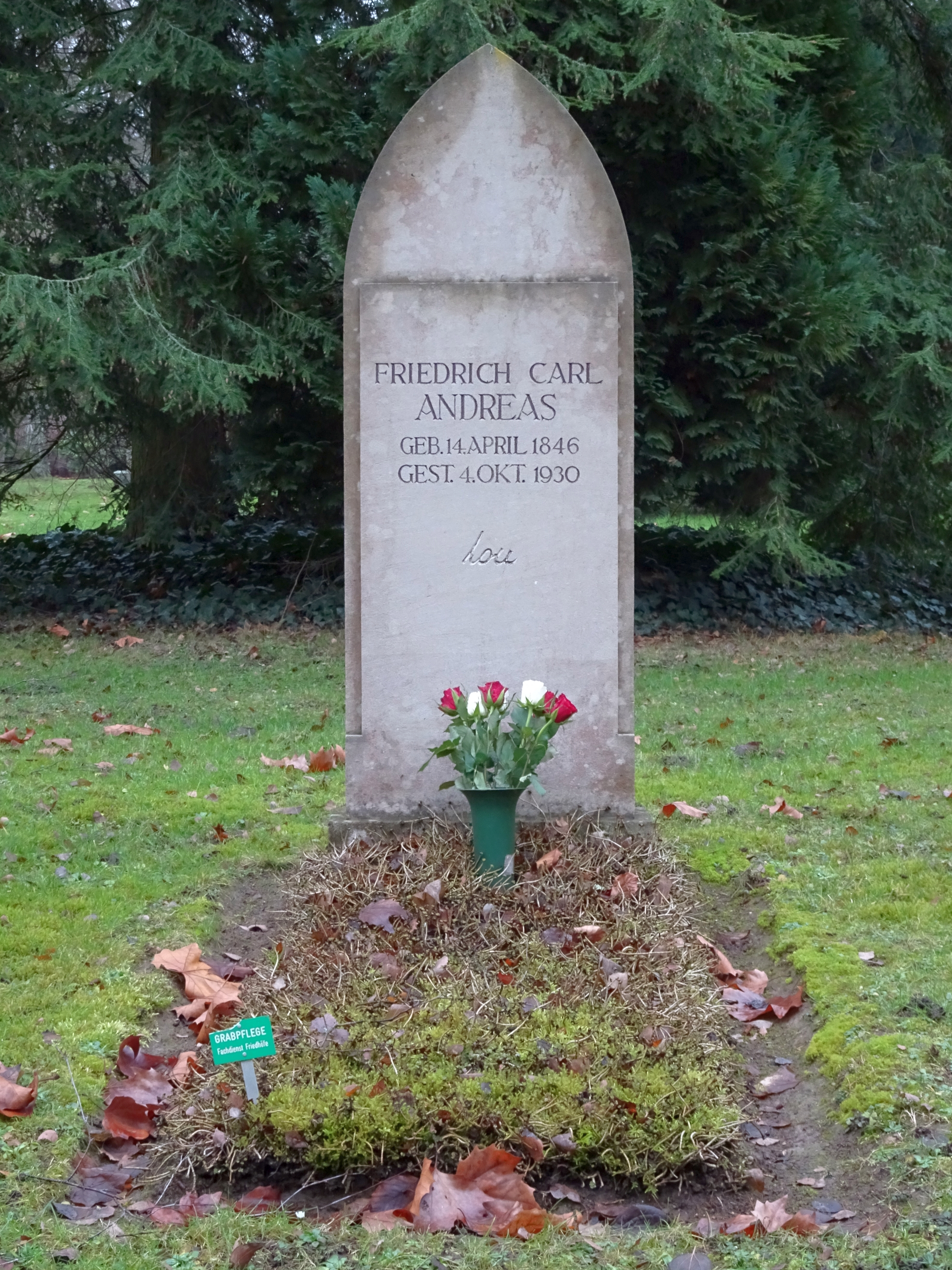
Grab von Friedrich Carl Andreas und Lou Andreas-Salomé

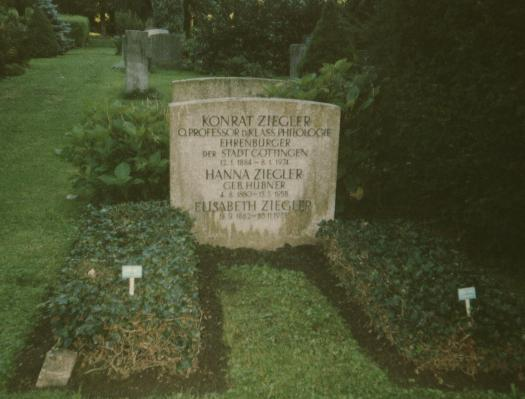
Grab von Konrat Ziegler

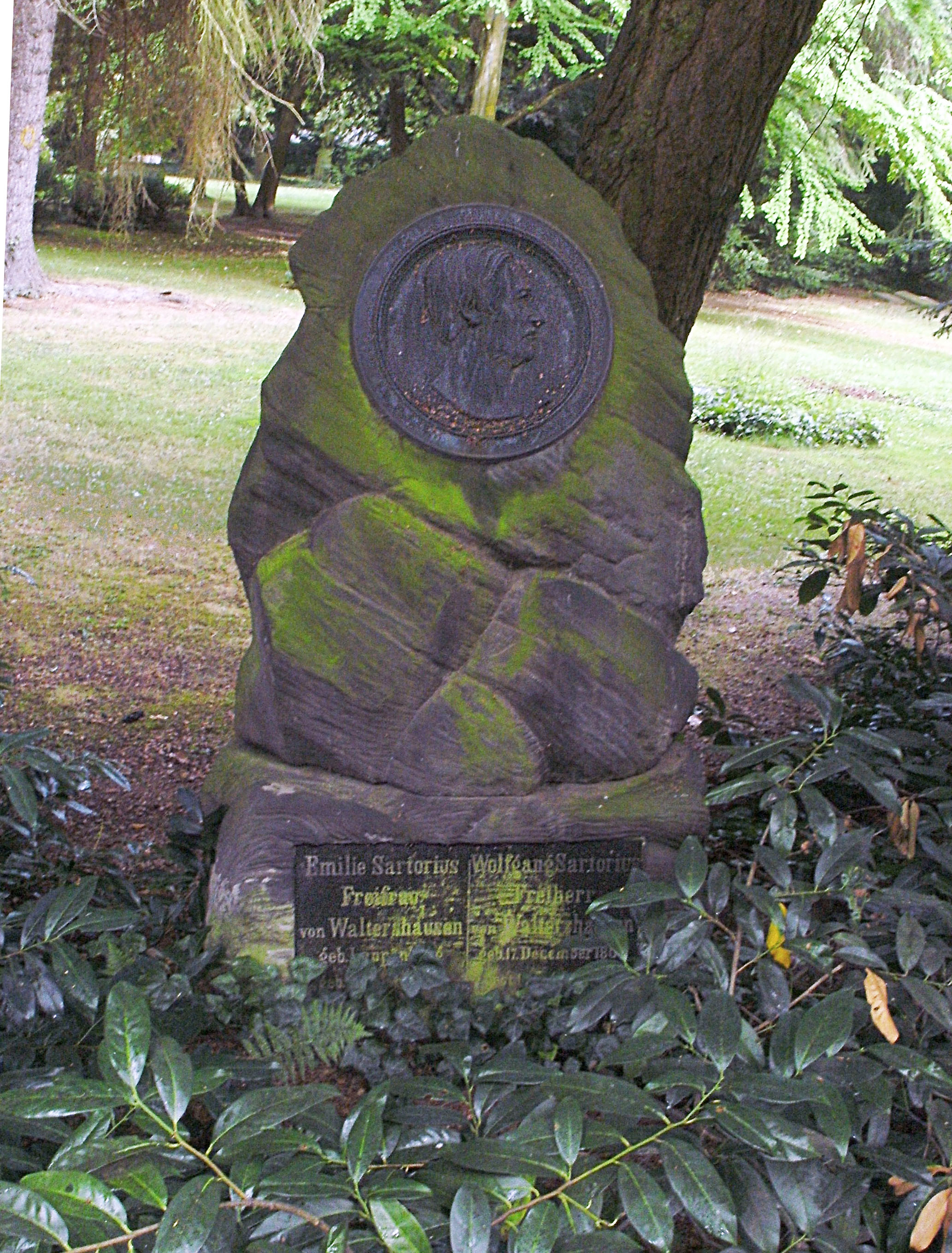
Grab von Wolfgang Sartorius von Waltershausen

Zudem fanden folgende Persönlichkeiten auf dem Stadtfriedhof ihre letzte Ruhestätte:
- Friedrich Carl Andreas, Iranist und Orientalist
- Lou Andreas-Salomé, Essayistin und Psychoanalytikerin
- Georg Arnold Bacmeister, Landgerichtspräsident
- Carl Ludwig von Bar, Straf- und Völkerrechtslehrer
- Georg Friedrich Calsow, Politiker, Oberbürgermeister Göttingens
- Heinrich Eberts, Förster
- Hermann Föge, Jurist, Politiker und Oberbürgermeister Göttingens
- Oliver Frank, Schlagersänger
- Fritz Fuldner, Schriftsteller und Jurist
- Moritz Heyne, Mediävist und Lexikograph
- David Hilbert, Mathematiker
- Heinz Hilpert, Schauspieler und Theaterregisseur
- Arthur von Hippel, Augenheilkundler
- Friedrich Hoffmann, Jurist
- Friedrich Hoßbach, General der Infanterie
- Rudolf von Jhering, Jurist
- Bruno Karl August Jung, Politiker, Oberbürgermeister Göttingens
- Gottfried Jungmichel, Hochschullehrer und Politiker
- Theodor Kaluza, Physiker und Mathematiker
- Felix Klein, Mathematiker
- Ernst Wilhelm Klinkerfues, Astronom
- Gustav Körte, klassischer Archäologe
- Paul de Lagarde, Kulturphilosoph und Orientalist
- Gerhard Leibholz, Jurist, und Sabine Leibholz-Bonhoeffer, Autorin
- Otto Wilhelm Madelung, Mediziner
- Georg Merkel, Politiker, Oberbürgermeister Göttingens
- Walter Meyerhoff, Jurist und Politiker
- Herman Nohl, Pädagoge und Philosoph
- Paul Oertmann, Jurist
- Hermann Oncken, Historiker
- Thomas Oppermann, Politiker
- Robert Wichard Pohl, Physiker
- Ludwig Prandtl, Ingenieur und Physiker
- Friedrich Julius Rosenbach, Mediziner
- Max Runge, Gynäkologe
- Wolfgang Sartorius von Waltershausen, Geologe
- Erich Schmidt, Politiker und Oberbürgermeister Göttingens
- Karl Schwarzschild, Astronom und Physiker
- Carl Ludwig Siegel, Mathematiker
- Rudolf Stich, Mediziner, Ehrenbürger der Stadt Göttingen
- Gustav Tammann, Chemiker
- Heinrich Tammann, Mediziner und Hochschullehrer
- Paul ten Bruggencate, Astronom
- Albrecht Wilhelm Tronnier, Optik-Konstrukteur
- Justus Theodor Valentiner, Ministerialbeamter und Universitätskurator
- Hannah Vogt, Historikerin
- Hans Joachim von Wartenberg, Chemiker
- Wilhelm Weber, Physiker
- Julius Wellhausen, Theologe und Orientalist
- Emil Wiechert, Physiker und Seismologe
- Friedrich Wöhler, Chemiker
- Konrat Ziegler, Altphilologe, Gerechter unter den Völkern